# Ozarba lepida
Ozarba lepida är en fjärilsart som beskrevs av Saalmüller 1891. Ozarba lepida ingår i släktet Ozarba och familjen nattflyn. Inga underarter finns listade i Catalogue of Life.